# Angelo Rinaldi
Pour les articles homonymes, voir Rinaldi.
Ange-Marie Rinaldi dit Angelo Rinaldi, né le 17 juin 1939 à Bastia et mort le 7 mai 2025 à Paris, est un écrivain et journaliste français, élu à l'Académie française en 2001.

## Biographie

### Famille
Fils de Pierre-François Rinaldi et d'Antoinette Pietri, Ange-Marie Rinaldi, grandit en Corse avant de devenir journaliste.

### Journaliste et écrivain
Il travaille à Nice-Matin et Paris Jour comme reporter et chroniqueur judiciaire et collabore successivement à L'Express, au Point et au Nouvel Observateur, avant de devenir directeur du Figaro littéraire après le renvoi de Jean-Marie Rouart en 2003, jusqu'à sa retraite en 2005.
Il exprime son admiration pour certains écrivains « rares » qu'il a fait redécouvrir à un public plus large, comme François Augieras, Marguerite Audoux, Olivier Larronde, Fritz Zorn, Elizabeth Taylor, Jean Rhys, Italo Svevo[réf. nécessaire].
Dans le recueil Service de presse (1999), apparaissent des thèmes récurrents, en particulier son goût pour la poésie, les romans noirs américains, la pureté de la langue française, et sa férocité envers les auteurs « à la mode » (Marguerite Duras, Albert Cohen, Alain Robbe-Grillet, Philippe Sollers, Julia Kristeva, Philippe Djian, Michel Houellebecq, Christine Angot). Dans L'Express, il témoigne de son aversion pour Georges Simenon en titrant « Simenon : le zéro de la pensée » en 1979, en 1992 et en 2012.
Il obtient le prix Femina, en 1971, puis le prix littéraire Prince-Pierre-de-Monaco pour l'ensemble de son œuvre.
Le 21 juin 2001, il est élu au premier tour à l'Académie française (20e fauteuil), où il rejoint son compagnon Hector Bianciotti. Succédant à José Cabanis, il est reçu sous la Coupole en 2002 par Jean-François Deniau et prononce le « Discours sur la vertu » en 2004.

### Vie privée
Hector Bianciotti et Angelo Rinaldi sont le premier couple officiellement homosexuel à siéger à l'Académie française.

### Prise de position
En mars 2011, il démissionne de la présidence de l'association Défense de la langue française pour protester contre la remise d'un prix à Éric Zemmour, à la suite de la condamnation du journaliste polémique pour provocation à la discrimination raciale.

### Mort
Angelo Rinaldi meurt le 7 mai 2025 à l'âge de 84 ans à Paris.

### Décoration
- Chevalier de la Légion d'honneur (avril 2007)[2]

## Œuvres
- La Loge du gouverneur, roman, Denoël, 1969 – Prix Fénéon en 1970
- La Maison des Atlantes, roman, Denoël, 1971 – Prix Femina en 1971
- L'Éducation de l'oubli, roman, Denoël, 1974
- Les Dames de France, roman, Gallimard, 1977
- La Dernière Fête de l'Empire, roman, Gallimard, 1980 – Prix Marcel-Proust en 1981
- Les Jardins du consulat, roman, Gallimard, 1985
- Les Roses de Pline, roman, Gallimard, 1987 – Prix Jean-Freustié en 1988
- La Confession dans les collines, roman, Gallimard, 1990
- Les jours ne s'en vont pas longtemps, roman, Grasset, 1993
- Dernières Nouvelles de la nuit, roman, Grasset, 1997
- Service de presse - Un choix des chroniques littéraires de L'Express, 1976-1998, Plon, 1999, préface de Jean-François Revel
- Tout ce que je sais de Marie, roman, Gallimard, 2000
- Où finira le fleuve, roman, Fayard, 2006
- Résidence des étoiles, roman, Fayard, 2009
- Dans un état critique, chroniques littéraires parues au Nouvel Observateur entre 1998 et 2003, Les Empêcheurs de penser en rond/La Découverte, 2010
- Le roman sans peine, chroniques littéraires parues au Figaro littéraire entre 2003 et 2005, Les Empêcheurs de penser en rond/La Découverte, 2012
- Les souvenirs sont au comptoir, roman, Fayard, 2012
- Torrent, roman, Fayard, 2016
- Laissez-moi vous aimer, théâtre, Pierre-Guillaume de Roux, 2018
- Les roses et les épines, chroniques littéraires, Éditions Des Instants, 2025.

### Hommage
- L'écrivain Salim Jay lui a consacré un ouvrage, Pour Angelo Rinaldi (Les Belles Lettres, 1994).